# Rubus peruncinatus
Rubus peruncinatus är en rosväxtart som först beskrevs av Henri L. Sudre, och fick sitt nu gällande namn av Juzepczuk. Rubus peruncinatus ingår i släktet rubusar, och familjen rosväxter. Inga underarter finns listade i Catalogue of Life.